# Наколс (округ)
Округ Наколс (англ. Nuckolls County) — округ, расположенный в штате Небраска (США) с населением в 4500 человек по статистическим данным переписи 2010 года. Столица округа находится в городе Нельсон.

## История
Округ Наколс был образован в 1860 году и получил своё официальное название в честь первопроходца земель Небраски Стивена Ф. Наколса.

## География
По данным Бюро переписи населения США округ Наколс имеет общую площадь в 1492 квадратных километра, из которых 1489 кв. километров занимает земля и 3 кв. километра — вода. Площадь водных ресурсов округа составляет 0,11 % от всей его площади.

### Соседние округа
- Клей (Небраска) — север
- Тэр (Небраска) — восток
- Уэбстер (Небраска) — запад
- Филмор (Небраска) — северо-восток
- Репаблик (Канзас) — юго-восток
- Джуэлл (Канзас) — юго-запад

## Демография
По данным переписи населения 2000 года в округе Накелс проживало 5057 человек, 1443 семьи, насчитывалось 2218 домашних хозяйств и 2530 жилых домов. Средняя плотность населения составляла 3 человека на один квадратный километр. Расовый состав округа по данным переписи распределился следующим образом: 98,91 % белых, 0,02 % чёрных или афроамериканцев, 0,06 % коренных американцев, 0,16 % азиатов, 0,32 % смешанных рас, 0,53 % — других народностей. Испано- и латиноамериканцы составили 1,01 % от всех жителей округа.
Из 2218 домашних хозяйств в 26,50 % — воспитывали детей в возрасте до 18 лет, 58,80 % представляли собой совместно проживающие супружеские пары, в 4,60 % семей женщины проживали без мужей, 34,90 % не имели семей. 32,30 % от общего числа семей на момент переписи жили самостоятельно, при этом 18,00 % составили одинокие пожилые люди в возрасте 65 лет и старше. Средний размер домашнего хозяйства составил 2,26 человек, а средний размер семьи — 2,86 человек.
Население округа по возрастному диапазону по данным переписи 2000 года распределилось следующим образом: 23,40 % — жители младше 18 лет, 5,40 % — между 18 и 24 годами, 22,50 % — от 25 до 44 лет, 24,30 % — от 45 до 64 лет и 24,40 % — в возрасте 65 лет и старше. Средний возраст жителей округа составил 44 года. На каждые 100 женщин в округе приходилось 92,50 мужчин, при этом на каждых сто женщин 18 лет и старше приходилось 91,90 мужчин также старше 18 лет.
Средний доход на одно домашнее хозяйство в округе составил 28 958 долларов США, а средний доход на одну семью в округе — 35 018 долларов. При этом мужчины имели средний доход в 24 533 доллара США в год против 17 806 долларов США среднегодового дохода у женщин. Доход на душу населения в округе составил 15 608 долларов США в год. 6,50 % от всего числа семей в округе и 11,20 % от всей численности населения находилось на момент переписи населения за чертой бедности, при этом 16,70 % из них были моложе 18 лет и 8,90 % — в возрасте 65 лет и старше.

## Основные автодороги
- US 136
- Автомагистраль 4
- Автомагистраль 8
- Автомагистраль 14

## Населённые пункты
- Энгас
- Харди
- Лоренс
- Нельсон
- Нора
- Ок
- Раскин
- Сьюпириор